# 사시오기촌
사시오기촌(指扇村)은 사이타마현 기타아다치군에 존재했던 촌이다. 현재의 사이타마시 니시구의 일부에 해당한다.

## 지리
관동평야 속에 있어 촌 구역 내에 산은 없었다. 현지에서 ○○산 등으로 불리는 곳은 있지만 언덕 정도이거나 숲이다. 대부분은 오미야 고원 위에 있고, 서부는 아라강을 따라 복잡한 개석계곡을 가진 저지대였지만, 마을 자체는 아라강에 접해 있지 않았다. 동쪽 경계에는 가모 강이 흐르고 있었다. 농촌 지역으로 논이 대부분을 차지했다

## 역사
- 1889년 4월 1일 - 정촌제 시행에 수반해 기타아다치군 사시오기촌이 성립하였다.
- 1955년 1월 1일 - 오미야시에 편입해, 동일 사시오기촌은 폐지되었다.

## 교통

### 철도
사시오기촌은 오미야정(후에 오미야시)와 가와고에정(후에 가와고에시)의 중간에 있으며, 1902년)에 두 마을을 연결하는 가와고에 마차 철도가 놓여졌다. 1906년부터 노면전차가 되었고 1922년 가와고에 전철, 1922년 경영이 바뀌어 세이부 오미야선이 되었다. 사시오기에는 고미카이도역이 설치되었다. 
1940년에 오미야와 가와고에 사이의 별도 노선으로 가와고에선이 건설되면서 오미야선은 폐지되었다. 가와고에선의 역으로 촌에는 시부오기역이 세워졌다. 

## 도로
오미야와 가와고에를 잇는 도로가 촌의 남부를 동서로 관통하고 있었다. 지금의 사이타마현도 2호 사이타마 가스가베선이며, 이전의 국도 16호선이다. 가와고에 전기철도(세이부 오미야선)가 이 도로에 놓여 있었다. 

## 참고문헌
- 「角川日本地名大辞典」編纂委員会『角川日本地名大辞典 11 埼玉県』角川書店、1980年7月8日。ISBN 4040011104。